# PPSSPP
PPSSPP (ピーピーエスエスピーピー) は、 フリーかつオープンソースで開発された、PlayStation Portableのゲームエミュレータである。
対応プラットフォームは、Windows、macOS、Linux、iOS、Android、Wii U、Nintendo Switch、BlackBerry 10、MeeGo、Pandora、Xbox Series X/S、Symbianである。
なお、このソフトウェアはソニー・インタラクティブエンタテインメントによって公認されたものではない。

## 概要
携帯性と速度に焦点を当てて、開発されている。2012年11月1日に初めて公開され、GNU GPLv2以降でライセンスされている。 Dolphinの開発創始者の1人、Henrik Rydgårdによってスタートした。
名称は「PlayStation Portable Simulator Suitable for Playing Portably」の略称に由来する。

## 特徴

### 機能
PPSSPPは、セーブ、JIT、アドホック・モードなどに対応している。マルチメディアデータをデコードするために、PPSPPは、ソニー独自のATRAC3plusオーディオフォーマットを処理できるように強化された、FFmpegソフトウェアライブラリを使用する。また、より高い画面解像度、アンチエイリアシング、画像スケーリング、シェーダー対応、線形および異方性フィルタリングなどのグラフィックス機能を搭載する。
モバイルデバイス向けに移植されたPPSSPPでは、Androidデバイスでの没入型モード、Symbianのマルチメディアボタン対応、正方形の画面をサポートするBlackBerry 10での画面ストレッチなど、各プラットフォームに固有の追加機能を提供しており、またモバイルデバイス用の全てのバージョンで、加速度せんさー、キーボード、ゲームパッドを入力デバイスとして使用できる。
また、Vulkan APIにv1.5.4から対応し、対応デバイスで大幅なパフォーマンス向上を実現できる。

### 移植
開発開始以来、PPSSPPは複数のアーキテクチャとオペレーティングシステムをサポートする移植のしやすさに重点が置かれてきた。当初はMicrosoft WindowsとAndroidしかサポートしていなかったものの、すぐにBlackberry 10、Symbian、macOS、Linux、のちにはiOSにも対応できるようになった。ソースコードは、Raspberry Pi、Loongson、Maemo、Universal Windows Platform（Microsoft Windows 10 Mobile、Xbox One、Microsoft Windows 10（X86_32、X86_64、ARM、ARM64））、Meego Harmattan、Pandoraなど、さまざまなオペレーティングシステムとプラットフォームを非公式にサポートしている。ある段階では、Xbox 360用の移植版も開発されていた。 最終的には開発中止となったものの、サポートコードは残っており、big-endian CPUとDirectX互換GPUのサポートを提供している。
移植性を支援するために、非ポータブルBlackberry、Android、Win32のインタフェースに加えて、2つのクロスプラットフォーム開発ライブラリ、SDLとQtを使用できる。
Qtフロントエンドは、Symbianなどのプラットフォームのサポートを追加するのに活用された。 Qtフロントエンドは、公式にサポートされているすべてのプラットフォームをサポートでき、ネイティブインターフェイスが存在しない場合は、特に推奨される代替のライブラリになる。
2017年3月段階では、984ゲームがPPSSPPでプレイ可能で、67ゲームがゲーム内まで読み込むことができた。 一方、4ゲームはメインメニュー、または導入部分までしか到達できなかった。
その後、2020年7月段階までには、ほぼすべてのゲームが遊べるようになっている。
2023年5月現在では、すべてのPSPのゲームを遊べるものの、システムアーキテクチャと本体に存在する追加の保護メカニズムの違いにより、PS3またはPS4のソフトには対応していない。